# Lydia Hedberg
Anna Lydia Hedberg, ogift Pettersson, född 5 januari 1878 i Falu Kristine församling, Kopparbergs län, död 10 juni 1964 i Sundsvalls Gustav Adolfs församling, Västernorrlands län, var en svensk vissångerska. 
Hedberg uppträdde under namnet Bergslagsmor. Hon hade en stor repertoar och turnerade runtom i Norden liksom i USA åren 1921–1925. Hedberg gjorde också ett fåtal skivinspelningar.
Lydia Hedberg var dotter till fabrikören Karl Pettersson och Maria Lovisa Briandt. Åren 1904–1918 var hon gift med ingenjören Torbjörn Hedberg (1877–1932). Hon är begravd på Kristinehamns kyrkogård tillsammans med sonen Karl Gustav Olof T:son Hedberg och hans hustru.
Hon var utbildad sjukgymnast.